# Белеет парус одинокий (балет)
«Белеет парус одинокий» — балет в трех действиях, 8 картинах с прологом. Балет написан в 1970 году по одноименной повести В. Катаева.

## История
Премьера балета «Белеет парус одинокий» В. Ю. Александрова состоялась 17 апреля 1970 года в Музыкальном театре имени К. С. Станиславского и В. И. Немировича-Данченко. Либретто балета написано по одноименной повести В. Катаева.
Балетмейстер В. П. Бурмейстер, художник А. В. Лушин. Первой исполнительницей партии Моти была народная артистка РСФСР Галина Крапивина

## Действующие лица
- Гаврик
- Мотя (его сестра)
- Родион Жуков, матрос с броненосца «Потемкин»
- Дедушка
- Петя Бачей
- Павлик Бачей
- Василий Петрович Бачей (их отец)
- Шарманщик
- Люда (его дочь)
- Шпик
- Пристав
- Жандарм
- Мадам Стороженко[1]

## Либретто
1905 год. Матрос Родион Жуков спасается от преследования полицейских. Учитель Бачей и его дети возвращаются в Одессу, за их коляской бежит матрос, но из-за усталости падает. Бачей забирает матроса с собой. Шпик и Пристав преследуют матроса.
Бачей и его сыновья идут к трапу парохода. Матрос тайно пробирается на борт и прячется на палубе. На пароходе оказывается и Шпик, который замечает Жукова. Жуков, пытаясь спастись, бросается в воду.
На берегу моря расположена хибарка. Там живут Дедушка, Мотя и Гаврик. Дедушка и Гаврик замечают чёрную точку в море и спускают в море шаланду. Они спасают матроса, укрывают его от Шпика и Пристава, выдавая его за пьяного моряка.
На одесском рынке мадам Стороженко принимает у Гаврика и Моти рыбу на продажу. Петя, возвращаясь после гимназии, замечает Мотю и знакомится с ней. На базаре появляются Шарманщик и его дочь Люда. Гаврик разговаривает с Шарманщиком и смеётся над торговкой, которая дала взятку Приставу. Пристав слышит это и хочет поймать Гаврика и Шарманщика, но у него не получается.
В хибарке постепенно выздоравливает матрос Жуков. Он понимает, что ему нужно двигаться дальше, а здесь оставаться опасно. Шарманщик приносит матросу одежду, в которой его будет сложно узнать. В городском парке проходят гулянья, Шпик узнаёт среди присутствующих матроса и Шарманщика, последнему не удается скрыться, и его арестовывают. Боевики нападают на Шпика и Пристава, когда они ведут задержанного, и Шарманщика спасают. Но когда к баррикадам боевиков подступают солдаты и начинается бой, он погибает.
Жуков собирается переправиться на шаланде за границу, его провожают на берегу моря Дедушка, Петя, Мотя, Люда и Гаврик.